# Radio Reporter
Radio Reporter, conosciuta come La radio del Cuore (come recita un suo noto slogan), è una storica emittente radiofonica di Rho (Milano) il cui segnale raggiungeva fino a settembre 2021 in modulazione di frequenza gran parte della Lombardia, parte del Piemonte e la provincia di Piacenza. In seguito alla cessione a Radio Sportiva dei potenti 103.7 da Brunate (CO), storica frequenza che copre la pianura lombarda e parte delle regioni limitrofe, Radio Reporter era rimasta attiva per qualche mese in FM solo a Como, Lecco e Varese e in DAB+ su Milano e province vicine. Da febbraio 2022 è diffusa solo in streaming web.

## Storia
Radio Reporter venne fondata, dopo qualche settimana di sperimentazione, il 18 marzo 1976 da alcuni amici radioamatori ed imprenditori di Rho in provincia di Milano, Silvio Allievi, Bruno Arcaro, Emilio Cancellieri e Renzo Cittadini, mentre il 22 giugno di quello stesso anno iniziò la programmazione regolare con il programma Aperitivo musicale, condotto da Emilio Bianchi e poi da Giuliana Pedroli, e con un totale di 13 ore di diretta curata dai primi dj della Radio del Cuore: Daniela Casati, Giuliana Pedroli, Leonardo Re Cecconi (che pochi mesi dopo sarà "scoperto" da Claudio Cecchetto) oltre al già citato Bianchi.
Nel 1977 alla radio fu affiancata un'emittente televisiva facendo così nascere il gruppo TeleRadioReporter. Nove anni più tardi, nel 1987, Radio Reporter fu scorporata da Telereporter, la quale si affiliò al network Odeon TV.
L'apice del successo la radio lo ebbe nei primi anni ottanta con la seguitissima Soul Time Disco Place, la classifica dei venticinque brani più ballati in discoteca, condotta da Michele Mastromatteo (a quel tempo anche disc jockey del Blow-Up di Lainate), in onda ogni venerdì sera e, in replica, il sabato pomeriggio. Michele Mastromatteo, che aveva una passione per la batteria (suonò nei Gattopardi, oggi Blackberrys Band The Real Rolling Stones Tribute, a cavallo tra gli anni sessanta e settanta), morì poi di tumore al cervello nel 1985 lasciando la moglie e due bambine.
Altri programmi celebri furono Buongiorno Reporter (dalle 6 del mattino, in seguito ribattezzato Emilio Bianchi Show), la Top Italia, ossia la classifica delle canzoni italiane del momento realizzata con i voti dei radioascoltatori (inizialmente inviati tramite lettera e poi, con l'avvento delle nuove tecnologie, attraverso SMS, sito Internet ed e-mail) e Il mattino con Giuliana, con rubriche, ospiti ed esperti.
Giuliana Pedroli è considerata una delle voci più famose di Reporter, in quanto presente ininterrottamente dal 1976 al 2009 (anno in cui ha lasciato il lavoro per gravi motivi di famiglia), e più amate e seguite per il suo carisma e per la conduzione di trasmissioni di servizio per il pubblico affezionato. Giuliana è stata anche la prima annunciatrice di Telereporter. Altra voce nota quella di Daniela Casati, fedelmente in onda dal 1978 al 2011.
All'inizio degli anni Duemila Radio Reporter è diffusa in FM in Lombardia, Piemonte, Piacenza e parte della Liguria.
Nel 2005 Radio Reporter è stata comprata dal Gruppo Media Hit capitanato da Loriano Bessi, editore di Radio Cuore, Radio Fantastica, Gamma Radio, Radio Sportiva. Successivamente diverse frequenze sono state cedute ad altre emittenti del gruppo o a terzi.
Il 19 maggio 2006 Emilio Bianchi ha dato le dimissioni da Radio Reporter, in quanto non condivideva alcune scelte editoriali, migrando a Radio Number One dove è rimasto per otto anni. Il 30 marzo 2015 è tornato a Reporter con il suo Emilio Bianchi Show.
Nel 2006 la direzione delle radio del gruppo Media Hit è passata ad Alberto Zanni, proveniente da Discoradio e in onda su Radio Reporter in diverse fasce orarie. La direzione resta nelle sue mani fino al 2013. In questo periodo Radio Reporter raggiunge il massimo storico nelle rilevazioni dei dati d'ascolto Audiradio.
Successivamente, per diversi mesi dal 2012 al 2013, la radio è rimasta quasi senza speaker, privilegiando una selezione musicale no stop.
Da settembre 2013 inizia una nuova fase di Radio Reporter, caratterizzata da uno svecchiamento a livello musicale, di contenuti e, conseguentemente, di pubblico. Protagonisti del rilancio sono stati Roberto Bagazzoli, Paolo Simonetti (ex Discoradio) e, nell'autunno 2013, Renato Tradico e Paola Kay.
Tra il 2013 e il 2018 vi sono stati diversi avvicendamenti al microfono: prima l'arrivo di Guglielmo Meregalli, poi Matilde Amato, il dj milanese Matteo Crema (presente in Reporter To Dance) Paola Kay, Vanessa Gray, Anna Patti e Sabrina Antenucci.

### Reporter oggi (dal 2015 in poi)
Da gennaio 2015, accanto al confermato Guglielmo Meregalli (che è stato anche il programmatore musicale dell'emittente), ritorna Renato Tradico ed entra in squadra Vanessa Grey.
Il 30 marzo 2015, dopo quasi nove anni, ritorna Emilio Bianchi con il suo Emilio Bianchi Show. Il presentatore storico di Reporter è adesso affiancato in regia da Michael Solagni, ospiti fissi del programma sono Paolo Corazzon e Stefania Cattaneo con il meteo.
Da settembre 2015, con la ripresa della stagione, viene confermato il palinsesto con l'aggiunta nel weekend di Fabrizio Rigamonti al mattino, mentre nella primavera 2016 si riunisce la storica coppia Bianchi / Banzato nell'EB Show.
Dal settembre 2017 arriva Laura Badiini.
Le voci ufficiali dell'emittente sono quelle di Marco Maffei e Michele Vestri, responsabile contenuti e coordinamento editoriale è Simona Giorgi.
La combinazione musicale dell'emittente prevede un mix tra successi italiani ed internazionali di oggi e degli ultimi 40 anni, con un occhio di riguardo ai brani soft pop ed alla musica italiana. Gli appuntamenti dal territorio, le telefonate del pubblico e le notizie locali rivestono un ruolo primario nella programmazione.
Dall'estate 2019 arriva Francesco De Angelis (ex Radio Bellla & Monella) conducendo il pomeriggio dalle 17 alle 20, e da luglio 2020 viene spostato alla conduzione del mattino insieme allo speaker radiofonico romano Enrico Dedola dalle 10:30 alle 13:00 con la trasmissione "L'indiano".
Dal 1º ottobre 2021, in seguito alla notizia della cessione (avvenuta, poi, dopo qualche giorno) degli storici e potenti 103.7 da Brunate/Baita Carla (CO) a Radio Sportiva, Radio Reporter non trasmette più alcun programma in diretta diffondendo solo musica non stop. Di conseguenza, Emilio Bianchi ed il suo Emilio Bianchi Show cambia emittente passando, dal 4 ottobre successivo, a Radio Lombardia.
Dal 4 ottobre 2021 abbandona la frequenza in FM sui 103.7 che viene ceduta a Radio Sportiva. L'8 ottobre viene annunciato che Reporter tornerà a Varese sui 101.7 e a Como sui 103.5 oltre che a Lecco da cui sta già trasmettendo dal 5 ottobre sui 103.7 da Monte Melma. Le frequenze di Como e Varese sono poi state collegate a Reporter il 12 ottobre. Dal 10 febbraio 2022, l'emittente abbandona definitivamente l'FM: sui 101.7 di Varese, sui 103.5 di Como e sui 103.7 di Lecco riprende a trasmettere la superstation Radio Sportiva. Da agosto 2021 a febbraio 2022 Radio Reporter è stata diffusa anche in DAB+ a Milano sul canale 7C.
Da febbraio 2022 l'emittente è ascoltabile solo in streaming web dal sito e tramite app mobile.

## Sedi
Le prime trasmissioni dell'emittente andarono in onda da una delle cascine, un tempo utilizzate come dimore per la servitù, di Villa Scheibler, un importante edificio di origine cinquecentesca situato a Rho (Località Castellazzo), in cui S. Carlo Borromeo sostò alcuni giorni, nell'ottobre 1583, in occasione della posa della prima pietra del Santuario di Rho.
Dopo un breve periodo trascorso presso un condominio di Via Mazzo al civico 7, nel 1979 Radio Reporter si trasferì in Via Tavecchia 43, sempre a Rho (raggiungendo così Telereporter), dove rimase fino al 1990, anno in cui venne realizzata la nuova sede all'interno di una palazzina sita in Via Quasimodo 4.
Il 9 dicembre 1996 la radio cambia nuovamente ubicazione, trasferendosi in Via Federico Borromeo, 4 (Località Pantanedo), sempre nel Comune di Rho.
Dal 2006, in seguito all'acquisizione da parte del Gruppo Media Hit, Radio Reporter inizierà a trasmettere da Milano in Via San Galdino 5, struttura che in passato aveva ospitato Radio Peter Flowers.
Dal dicembre del 2018, Radio Reporter ritorna dove ha avuto i natali, a Rho. 

## Palinsesto nel 2021
Da lunedì a venerdì:
- Dalle 06:30 alle 10:00 Emilio Bianchi Show con Emilio Bianchi e Fabio Banzato

All'interno del programma andavano in onda le seguenti rubriche: Rassegna Stampa, Lo Sveglione, Reporter Meteo (con la partecipazione di Paolo Corazzon), Rendez-Vous, La Valigia del Babbione.
- Dalle 06:30 alle 10:30 Emilio Bianchi Show con Emilio Bianchi e Fabio Banzato
- Dalle 10:30 alle 13:00 L'indiano con Francesco De Angelis ed Enrico Dedola
- Dalle 13:00 alle 14:00 Sport Parade con Filippo Vernazza (martedì, mercoledì, giovedì)
- Dalle 14:00 alle 16:00 Good Vibes con Diego Zappone
- Dalle 16:00 alle 17:00 Reporter Playlist
- Dalle 17:00 alle 20:00 Reporter per te con Renato Tradico
- Dalle 20:00 alle 22:00 Reporter in Classic
- Dalle 22:00 alla 01:00 Reporter in Love

Lunedì e venerdì:
- Dalle 16:30 alle 18 "Fuorigioco", con Emilio Bianchi ed ospiti famosi del Calcio Italiano

Sabato:
- Reporter Playlist (Speciale Weekend)
- Dalle 09:00 alle 12:30 Yes Week End con Laura Badiini

Domenica:
- Dalle 09:00 alle 12:30 Yes Week End con Renato Tradico
- Dalle 15:00 alle 18:00 Falla Girare con Piermaurizio Di Rienzo, Cristian Pradelli, Manuela Sicuro, Andrea Bianchi (durante il campionato di calcio)
- Reporter Playlist (Speciale weekend)

## Trasmissioni del passato
- Aperitivo musicale
- Boomerang
- Buongiorno Reporter ribattezzato in seguito Emilio Bianchi Show: contenitore di Emilio Bianchi con i programmi Lo Sveglione e Astrohit in collaborazione con Valerio Ramponi detto Mago Wally
- Reporter College e Cavoli a merenda: contenitori pomeridiani condotti da Daniela Casati e Daniele Oldani con la partecipazione di Antonio Fedele ed i suoi personaggi esilaranti, da ricordare il bidello della Basilicata "Vito".
- DiscoDedica con Max e Max3
- Gioco Fedeltà
- Il mattino con Giuliana ribattezzato Casa Reporter spazio del mattino a cura di Giuliana Pedroli con una rubrica diversa ogni giorno
- Old Parade: programma dedicato alle classifiche del passato condotto da Emilio Bianchi
- Reporter Flash
- Reporter in Classic
- Reporter in Love
- Reporter Sprint poi ribattezzato Radio Traffic
- Reporter Trophy
- Scontro Frontale
- Soul Power con Dj Leopardo
- Soul Time Disco Place
- Tocca a noi con Daniela Casati e Andrea Risi
- Top Italia in onda dal 1977 al 2006 è stata la classifica delle canzoni italiane più votate dagli ascoltatori di Radio Reporter condotta da Emilio Bianchi
- Top Reporter classifica delle 30 canzoni estere più programmate su Radio Reporter
- Tre sul Podio
- Domenica Reporter contenitore musicale condotto da Antonio Fedele con all'interno la partita in diretta della Juventus e dell'Olimpia Milano.
- Blu line - Il colore della sera, condotto da Antonio Fedele e Daniele Zini. Successivamente da Daniele Turconi, Lucia D'Ulivo, Carmelo Perrone, Michele Mariotti, Fabrizio Ferrari.

## Speaker e dj/fonici di Radio Reporter nel 2021
- Emilio Bianchi
- Piermaurizio Di Rienzo
- Cristian Pradelli
- Manuela Sicuro
- Renato Tradico
- Laura Badiini
- Fabio Banzato
- Filippo Vernazza
- Diego Zappone
- Francesco De Angelis
- Enrico Dedola